# David Ausubel
David Paul Ausubel (New York, 25 ottobre 1918 – New York, 9 luglio 2008) è stato uno psicologo statunitense.
Era seguace di Jean Piaget.
Ha fornito contributi significativi nei campi della psicologia dell'educazione, delle scienze cognitive e della didattica delle discipline scientifiche. È noto per avere sviluppato la strategia cognitiva degli "organizzatori anticipati".
Nel 1977 ottenne dall'American Psychological Association il premio E. L. Thorndike per le sue ricerche in psicologia dell'educazione.